# Liste des modelés de l'île Alexandre nommés d'après un compositeur
Cette page présente la liste des modelés de l'île Alexandre nommés d'après un compositeur.

## Les modelés de l'île Alexandre
Les modelés de l'île Alexandre-Ier (île ou terre Alexandre) en Antarctique sont répertoriés par le Geographic Names Information System de l'Institut d'études géologiques des États-Unis. Parmi tous ceux-ci, les suivants ont reçu un nom rendant hommage à un compositeur de musique classique, attribué par le UK Antarctic Place-Names Committee.
Parmi les modelés ainsi nommés se trouvent douze anses (en anglais inlets : estuaires ou bras de mer pris dans une crique ou anse ou baie glacée) :
- Anse Boccherini (Luigi Boccherini)[1]
- Anse Brahms (Johannes Brahms)[2]
- Anse Britten (Benjamin Britten)[3]
- Anse Fauré (Gabriel Fauré)[4]
- Anse Haydn (Joseph Haydn)[5]
- Anse Mendelssohn (Felix Mendelssohn)[6]
- Anse Rameau (Jean-Philippe Rameau)[7]
- Anse Schubert (Franz Schubert)[8]
- Anse Stravinsky (Igor Stravinsky)[9]
- Anse Verdi (Giuseppe Verdi)[10]
- Anse Weber (Carl Maria von Weber)[11]
- Anse Williams (Ralph Vaughan Williams)[12]

et quatorze glaciers :
- Glacier Aliabiev (Alexandre Aliabiev)[13]
- glacier Arenski (Anton Arenski)[14]
- glacier Balakirev (Mili Balakirev)[15]
- glacier Bartók (Béla Bartók)[16]
- glacier Delius (Frederick Delius)[17]
- glacier Gilbert (William S. Gilbert)[18]
- glacier Glazounov (Alexandre Glazounov)[19]
- glacier Liadov (Anatoli Liadov)[20]
- glacier Palestrina (Giovanni Pierluigi da Palestrina)[21]
- glacier Rachmaninov (Sergueï Rachmaninov)[22]
- glacier Sibelius (Jean Sibelius)[23]
- glacier Sullivan (Arthur Sullivan)[24]
- glacier Varlamov (Alexandre Varlamov)[25]
- glacier Vivaldi (Antonio Vivaldi)[26]

De nombreux autres modelés de l'île Alexandre portent également le nom d'un compositeur :
la barrière de glace Bach (Jean-Sébastien Bach), la péninsule Beethoven (Ludwig van Beethoven), la pointe Berlioz (Hector Berlioz), le mont Borodine (en) (Alexandre Borodine), le pic Copland (en) (Aaron Copland), la corne Corelli (en) (Arcangelo Corelli), la colline Chopin (en) (Frédéric Chopin), la péninsule Chostakovitch (en) (Dmitri Chostakovitch), la baie Couperin (en) (François Couperin), les hauts Debussy (en) (Claude Debussy), l'élévation de glace Dvořák (en) (Antonín Dvořák), les hauts plateaux Elgar (Edward Elgar), le pic Gluck (en) (Christoph Willibald Gluck), le mont Grieg (Edvard Grieg), le piémont de glace Haendel (en) (Georg Friedrich Haendel), le pic Holst (en) (Gustav Holst), l'élévation de glace Ives (en) (Charles Ives), les Montagnes Lassus (en) (Roland de Lassus), le mont Liszt (en) (Franz Liszt), les contreforts Lully (en) (Jean-Baptiste Lully), l'éperon Mahler (en) (Gustav Mahler), la péninsule Monteverdi (en) (Claudio Monteverdi), le pic Moussorgski (en) (Modeste Moussorgski), le piémont de glace Mozart (en) (Wolfgang Amadeus Mozart), l'éperon Puccini (en) (Giacomo Puccini), le champ de neige Purcell (en) (Henry Purcell), le col Quinault (en) (Philippe Quinault), le pic Ravel (en) (Maurice Ravel), la pointe Rossini (en) (Gioachino Rossini), le pic Scarlatti (en) (Alessandro Scarlatti), le mont Schumann (en) (Robert Schumann), le mont Strauss (en) (Richard Strauss), le mont Tchaïkovski (en) (Piotr Ilitch Tchaïkovski).

## L'attribution des noms de compositeurs
Si traditionnellement les noms des nouveaux lieux sont attribués par leurs découvreurs, ils restent soumis à l'approbation d'un comité gouvernemental, en l’occurrence pour les noms anglophones de l'Île Alexandre, par le British Antarctic Survey. Celui-ci a, pour les toponymes déjà attribués, tenté de retrouver leurs premiers noms, et a traduit les noms étrangers. Puis l'accroissement des connaissances sur le continent s'étant accéléré, le Dr Roberts a proposé de trouver des règles de nommage plus simples. Ainsi, après avoir commencé par des thèmes nationalistes, courants dans les années 1950, comme les rois anglo-saxons dans le nord-est de l'île, les groupes de noms se sont ouverts à des thèmes plus larges, comme les scientifiques/explorateurs majeurs, puis encore plus étendus avec les compositeurs sur l'essentiel de l'île. L'attribution de noms de compositeurs a pu être décrié au départ mais a ensuite été considéré comme l'association des plus belles musiques à certains des plus beaux paysages du monde. Il est à noter que le comité essaye d'attribuer le nom d'un lieu plus grand, plus remarquable, à un compositeur de « plus grande importance ». 
Suivant ces conventions, l'île Alexandre est divisée en quatre groupes de noms distincts : trois petits groupes (les géologues britanniques ; les rois saxons d'Angleterre ; les planètes, leurs satellites et leurs découvreurs) et un groupe qui occupe la majeure partie de l'île : les compositeurs classiques. 